# 2112
Leto 2112, ki se bo po Gregorijanskem koledarju začelo na petek, je palindrom. Prejšnje palindromno leto je bilo leto 2111, naslednje pa bo 2113.